# Nineteen (Phil Lynott)
Nineteen è un singolo finale di cantante e bassista irlandese de rock Phil Lynott. 
È stato pubblicato per la prima volta il 6º novembre 1985 nel Regno Unito ed è apparso con loro in programmi TV fino al 18º dicembre 1985. Lynott ha composto e registrato la canzone per la prima volta nel 1984 con il gruppo musicale Grand Slam. 
L'autore della copertina del singolo è Andie Airfix.

## Sfondo
La canzone è stata ispirata da un gang motociclista texano Nineteeth Chapter che Lynott ha incontrato mentre era seduto in una casa di ale locale. Il motociclista, vestito con i colori della banda, sono venuti al bar, ci hanno picchiato sopra e hanno detto "I'm bad, gimme a beer!" L'inizio della frase si trova nel ritornello della canzone.

## Video musicale
Il video musicale del canzone è stato girato con le motociclette Harley-Davidson su deserto, Hollywood e Santa Monica Boulevard a Los Angeles, California.

## Tracce

### 7" singolo (1985)

#### Lato A
1. "Nineteen" – 5:29

#### Lato B
1. "Nineteen" (Dub Mix) – 5:27

### 12" singolo (1985)

#### Lato A
1. "Nineteen" – 5:29

#### Lato B
1. "Nineteen" (Dub Mix) – 5:27
2. "A Night in the Life of An Old Blues Singer" – 4:56

### 7" singolo double pack (1986)

#### Lato A
1. "Nineteen" – 5:29

#### Lato B
1. "Nineteen" (Dub Mix) – 5:27

#### Lato C
1. "Whiskey in the Jar" (Live in Eire 1978)

## Personale
- Phil Lynott – voce, basso elettrico
- Gary Moore – chitarra (in "A Night in the Life of An Old Blues Singer")
- Robin George – chitarra (in "Nineteen" a "Nineteen" (Dub Mix))
- Paul Hardcastle – tasiera (in "Nineteen" a "Nineteen" (Dub Mix))

## Versione di Grand Slam
Nel 1984, il gruppo registrò un demo e una registrazione in studio della canzone. L'hanno anche suonata in concerti, tra cui Londra, Glasgow, Great Yarmouth e Lifford, che sono stati registrati. Dopo che la gruppo musicale Grand Slam finì, la registrò come artista solista.
Nel 2002, il demo e la registrazione in studio di "Nineteen" furono pubblicati per la prima volta sui due dischi compilation Grand Slam: The Studio Sessions.
Il 26º aprile 2023, Cleopatra Records ha pubblicato un singolo digitale di Phil Lynott's Grand Slam con un remix della canzone da 2022 , che sarà anche presente nella prossima compilation digitale del gruppo e CD box set chiamato Slam Anthems. Per il singolo è stato anche creato un video musicale ufficiale dai materiali d'archivio.

### Tracce
1. "Nineteen" (2022 Remix) – 3:56

### Personale
- Phil Lynott – voce, basso elettrico
- Doish Nagle – chitarra ritmica
- Laurence Archer – chitarra solista
- Mark Stanway – tastiera
- Robbie Brennan – batteria

## Versione di Bad4Good
Nel 1992, il gruppo musicale Bad4Good registrò la canzone per il suo album in studio chiamato Refugee. È stato prodotto di Steve Vai.

### Personale
- Danny Cooksey – voce solista
- Thomas McRocklin – chitarra solista
- Zack Young – basso elettrico, cori
- Brooks Wackerman – batteria